# Valparaíso
För andra betydelser, se Valparaíso (olika betydelser).
Valparaíso (spanskt uttal: [balpaɾaˈiso]) är en stad i centrala Chile, och är huvudort för en region samt en provins med samma namn. Den är en av Chiles viktigaste hamnstäder vid Stilla havets kust, och är belägen i den centrala delen av landet, två timmars bilfärd nordväst om huvudstaden Santiago. Folkmängden uppgår till cirka 250 000 invånare. Hela storstadsområdet (Gran Valparaíso) omfattar de närliggande städerna Concón, Quilpué, Villa Alemana samt Viña del Mar (områdets folkrikaste ort), och är med sina cirka 900 000 invånare Chiles näst största storstadsområde.
Den chilenska nationalkongressen ligger här efter att ha blivit flyttad från Santiago under de sista åren av general Augusto Pinochets diktatur.
2003 upptogs Valparaísos historiska kvarter på Unescos världsarvslista.

## Historia
Valparaísos bukt befolkades av changos som levde av fiske och jordbruk. Spanjorerna anlände till Valparaíso 1536 med skeppet Santiaguillo, utsänt av Diego de Almagro, Chiles "upptäckare". Skeppet transporterade män och proviant för Almagros expedition och dess kapten var Juan de Saavedra.
Under kolonialtiden förblev Valparaíso en by med ett fåtal hus och en kyrka, men efter Chiles självständighet 1817 blev staden den chilenska flottans första hamn och en port till frihandel. Staden hade en viktig geopolitisk funktion under mitten av 1800-talet. Under stadens glanstid var immigrationen betydande. Framför allt kom britter, tyskar och italienare men även andra européer. Det talades tyska, franska, italienska och engelska och tidningar publicerades på dessa språk.
Påverkan genom de inflyttade nationaliteterna var betydande. Fotboll infördes i Chile av engelsmännen (Santiago Wanderers är en av dem), de två första privatskolorna grundades av immigranter (The Mackay School och Deutsche Schule) och arkitekturen präglades av europeiskt inflytande.
Denna glanstid upphörde i och med Panamakanalens invigning, då fartygen inte längre behövde gå genom Magellans sund och hamnen minskade i betydelse.
1906 drabbades staden av en kraftig jordbävning, som orsakade stora strukturella skador och 100-tals dödsoffer.

## Geografi
Valparaíso karakteriseras av att vara en stad från kullar till hav. Det finns 42 kullar i staden som alla är olika varandra.
Valparaíso delas in i två delar: plan och kullar. "Plan" är själva stadens platta del som består mestadels av centrum. Plan är traditionellt uppdelat i flera sektioner, dessa är El Almendral där merparten av stadens olika departement ligger, El Congreso Nacional där Chiles kongress, bussterminal och saluhall finns nära varandra och El Puerto som är Valparaísos gamla stadsdel där många pubar, restauranger och hotell ligger tillsammans med hamnen.
Kullarna är väldigt varierande med olika arkitektur. Flera av dem till exempel Cerro Alegre, Cerro Concepcion och Cerro Bellavista har blivit stora turistattraktioner med sina pittoreska gator och konst. Här finns fina kyrkogårdar, stadens fotbollsstadion och stadens gamla fängelse som nu har blivit ett stort kulturcentrum uppe på dessa kullar.

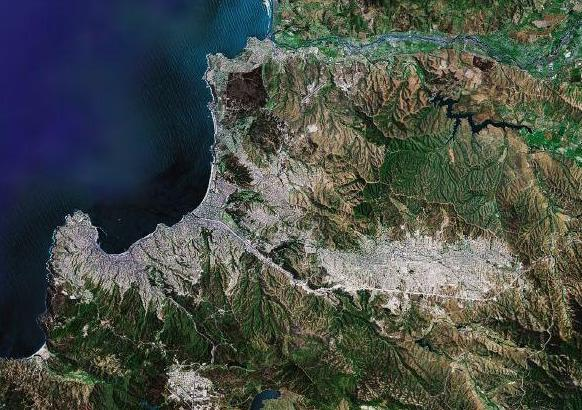
En satellitbild över Gran Valparaíso.

## Klimat
Valparaíso har ett medelhavsklimat med varma somrar och milda vintrar. Lägsta medeltemperatur för den kallaste månaden (juni) ligger mellan 8 °C och 16 °C, medan lägsta medeltemperatur för januari ligger mellan 13 °C och 22 °C. Extremer har uppmätts till 0 °C (juni) och 34 °C (februari). Årsnederbörden för Valparaíso är 372,5 mm. Under torrperioden (september till april) regnar det mindre än 40 mm, så resterande månader (maj till augusti) står för 80 % av nederbörden.

## Kultur
Valparaísos dagstidning, El Mercurio de Valparaíso, är den äldsta spanskspråkiga tidningen som fortfarande utges.
Staden har landets näst största koncentration av universitet och högskolor:
- Universidad Técnica Federico Santa María
- Pontificia Universidad Católica de Valparaíso
- Universidad de Valparaíso
- Universidad de Playa Ancha de Ciencias de la Educación

Många chilenska personligheter härstammar från Valparaíso, bland annat Tom Araya, Augusto Pinochet och Salvador Allende. Konstnärer som poeterna Pablo Neruda och Sergio Badilla Castillo. Den nicaraguanske diktaren Rubén Darío har levt här. Fotbollslegenden Elias Figueroa är också född här.
På Cerro Alegre, en av stadens många kullar finns en bohemisk arkitektur. Många turister tar en av stadens Ascensores (hissar) upp dit för att gå längs kullerstensgatorna och besöka platsens caféer. En annan sevärdhet är La Sebastiana, ett av Pablo Nerudas tre hus, som man finner på Cerro Mariposa.
Staden nämns i Evert Taubes visa Vals i Valparaiso och i Stings låt Valparaíso.

## Transport
Staden har sedan 2005 en tunnelbana, Metro Valparaíso. Den är Chiles andra efter Santiagos tunnelbana.

## Galleri

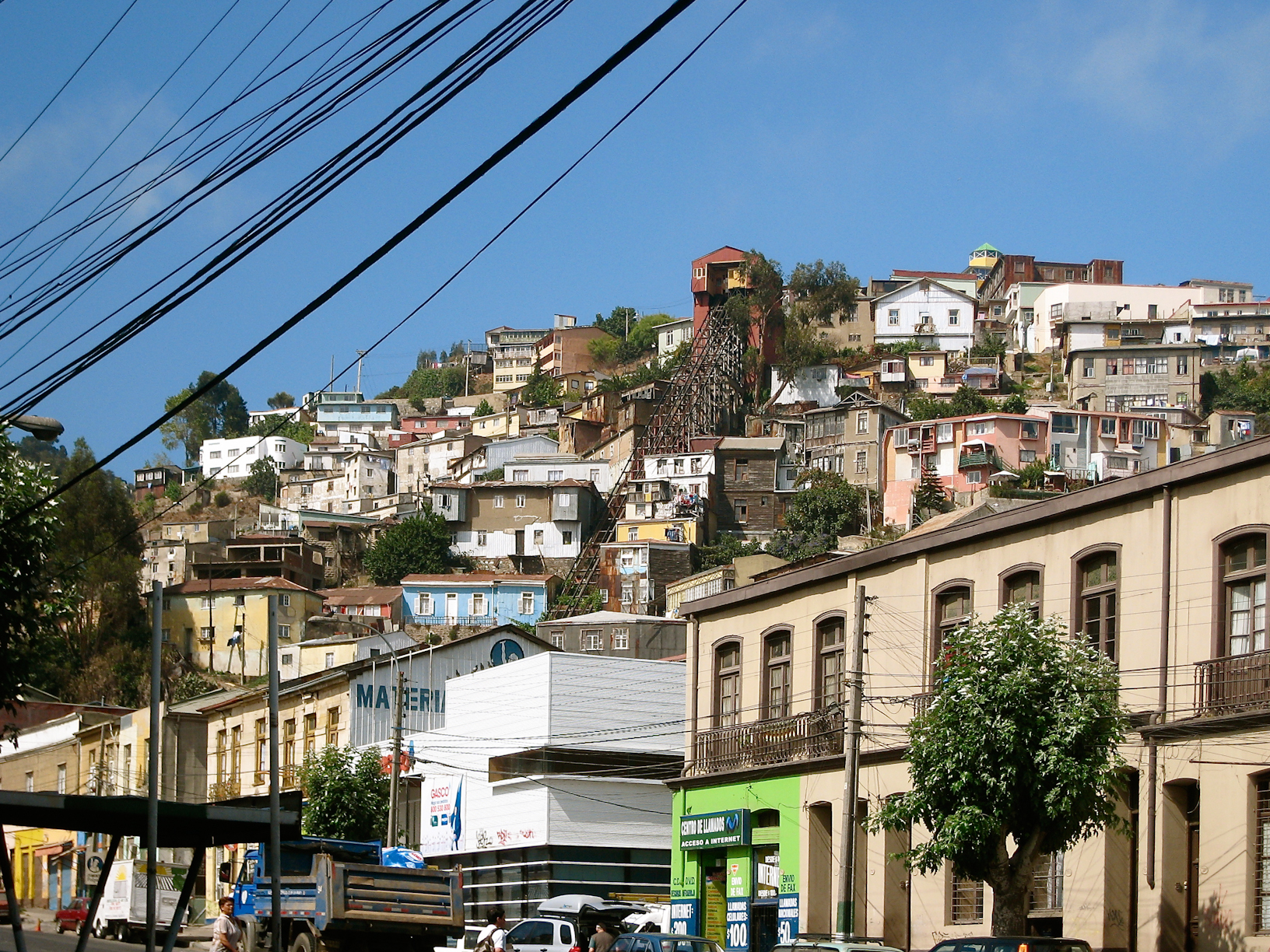
Bergbanan Ascensor Monjas.
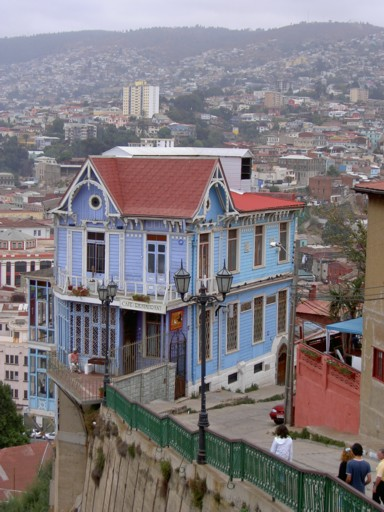
Valparaísos kullar sett uppifrån.
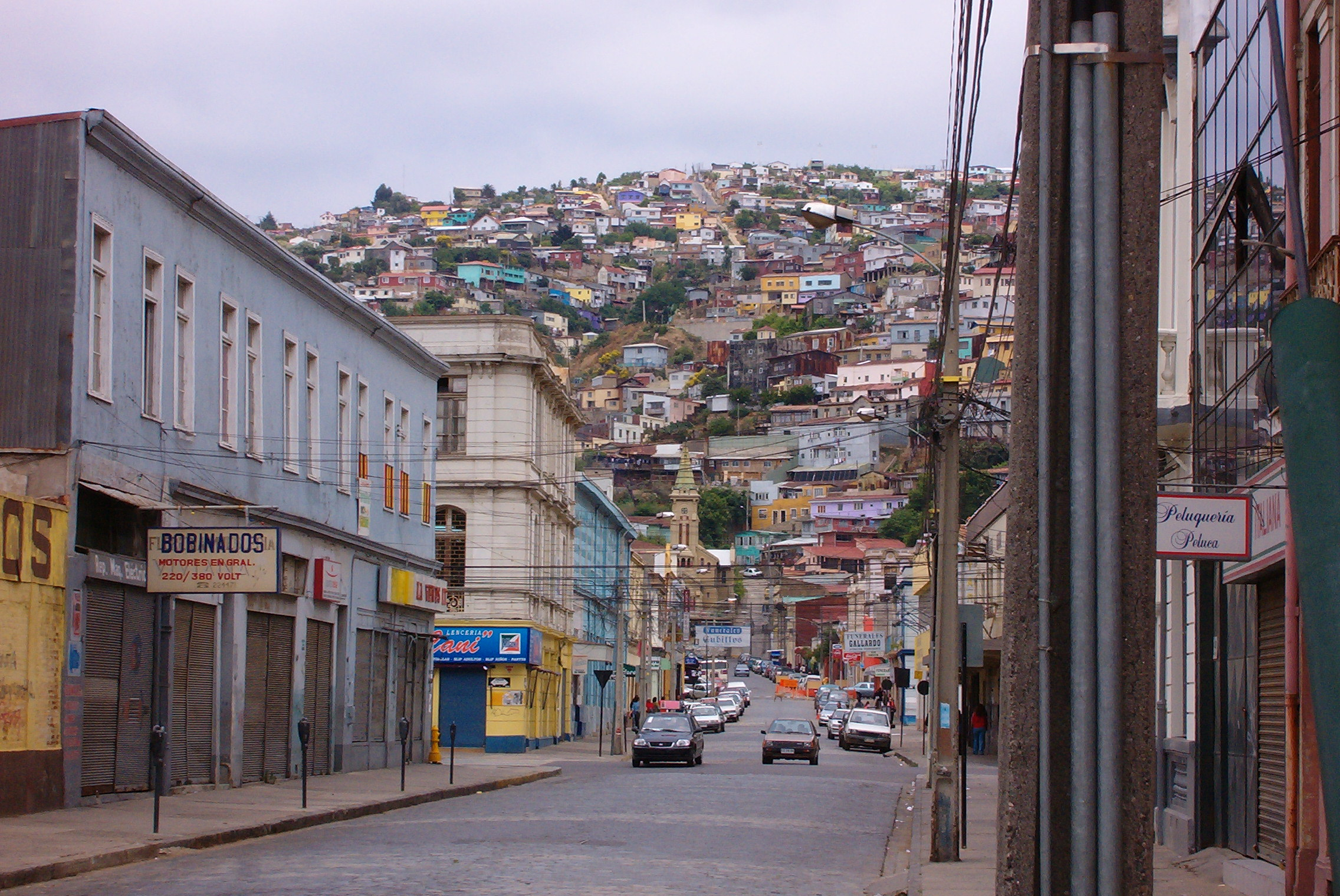
Valparaísos kullar sett nerifrån.
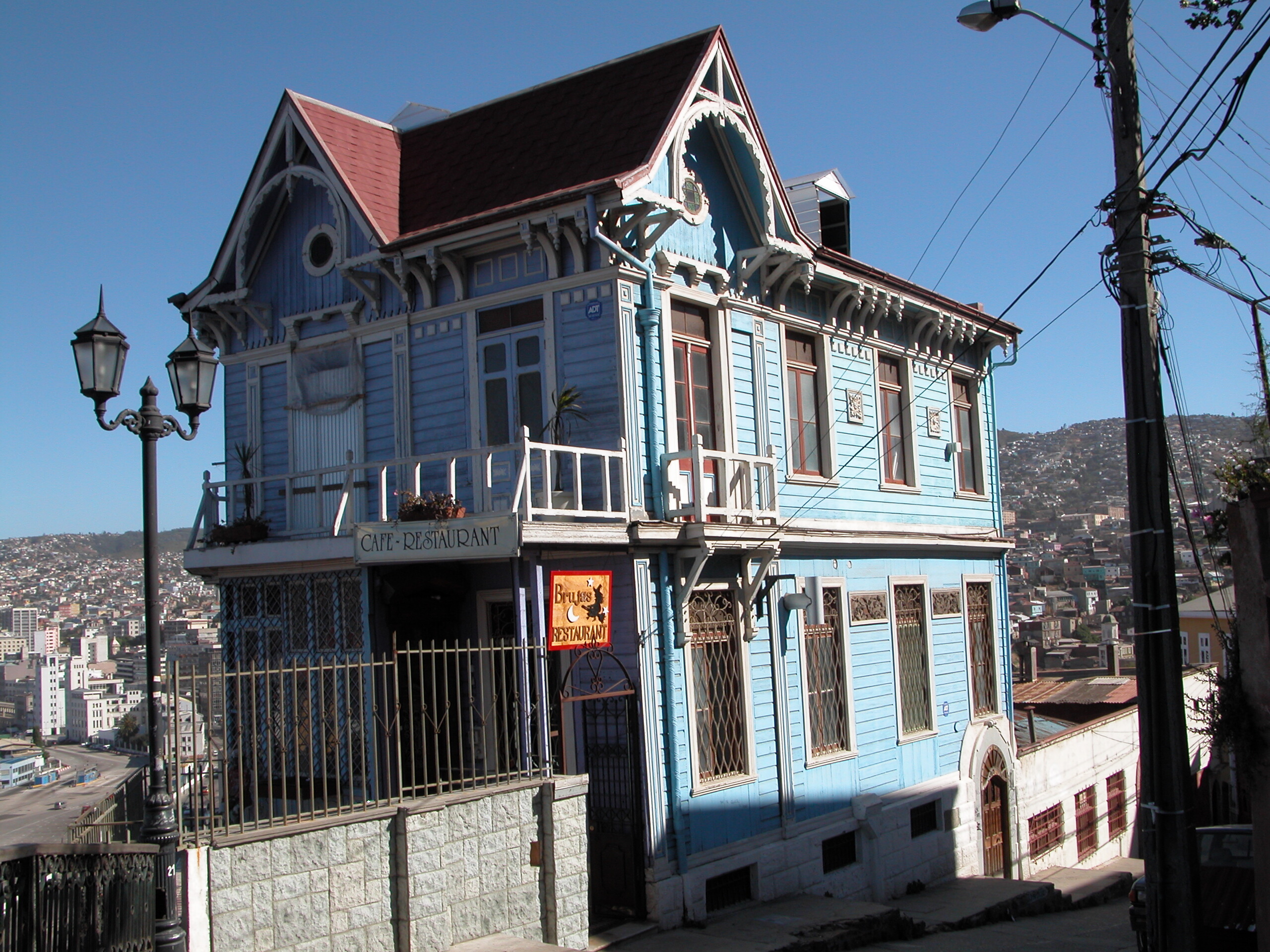
Restaurang "Las Brujas"
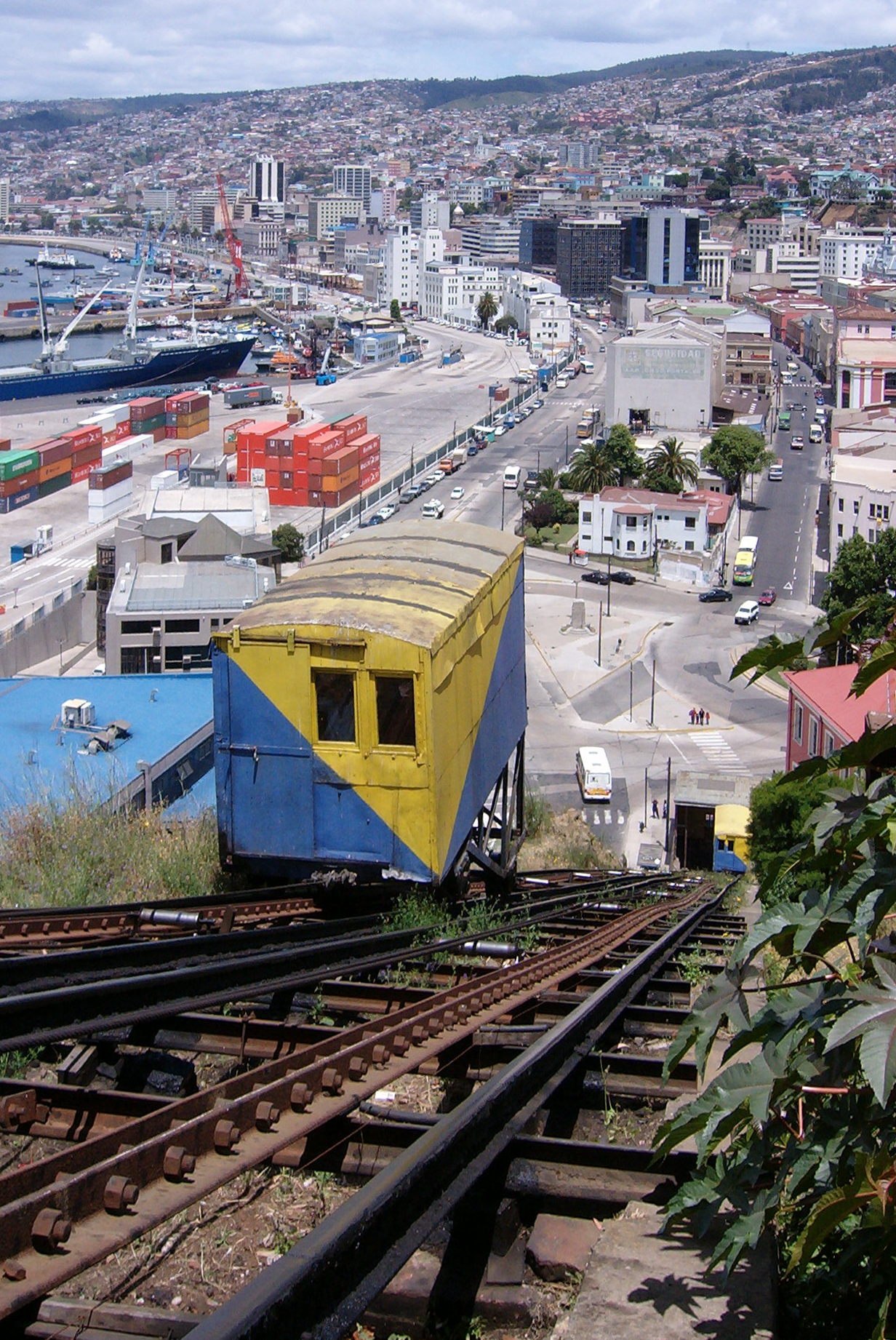
En av bergbanorna.
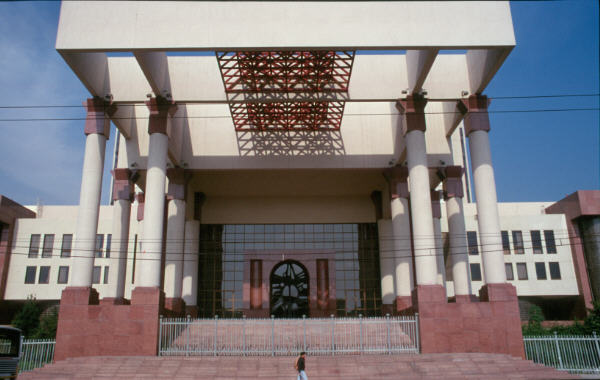
Ingång till nationalkongressen.
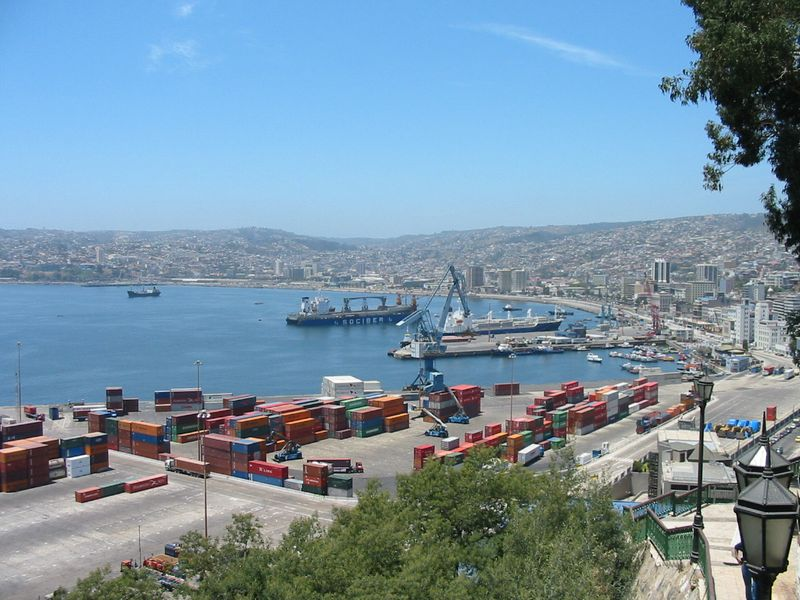
Valparaísos hamn.
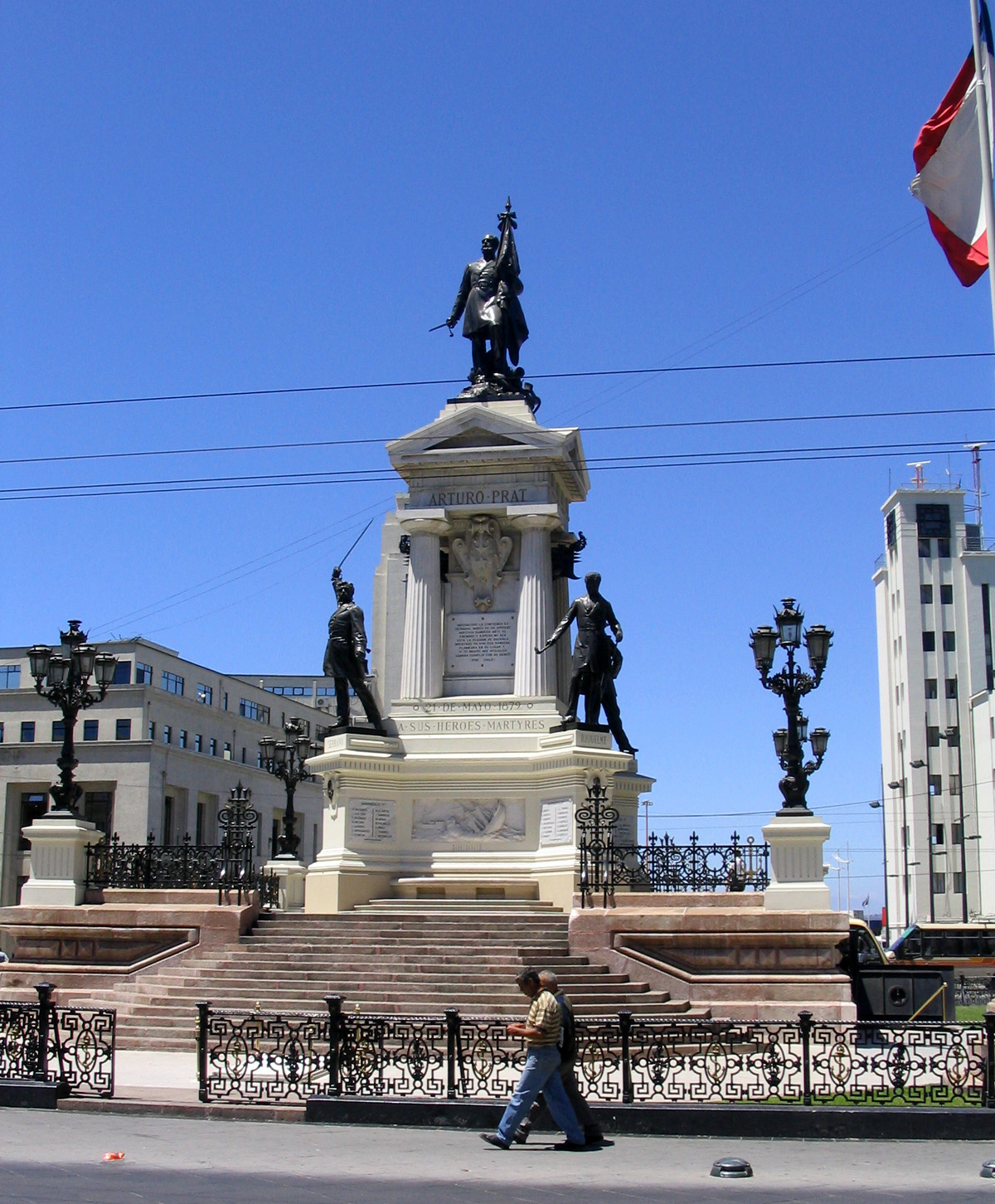
Plaza Sotomayor.